# 20 펜처치 스트리트
20 펜처치 스트리트(20 Fenchurch Street)은 영국 런던에 위치한 마천루이다.

## 같이 보기
- 영국의 마천루 목록
- 유럽의 마천루 목록